# Осада Канпура
Осада Канпура (англ. Siege of Cawnpore) — одно из событий Восстания сипаев. 
Британцы, осаждённые в Канпуре, не были готовы к длительной осаде и сдали город силам мятежников под командой Нана Сагиба в обмен на безопасный выход к Аллахабаду. Однако ввиду сомнительных обстоятельств их эвакуация из Канпура превратилась в резню, где погибла большая часть британцев. Захваченные в плен позднее были казнены. Когда силы британской ост-индской компании, направленные на помощь из Аллахабада, достигли Канпура, стали известными обстоятельства резни (получившей название резня у Бибигара). 120 британских женщин и детей, захваченных сипаями, были зарублены насмерть и расчленены при помощи секачей, остатки сброшены в ближайший водоём, чтобы скрыть следы преступления. В ходе захвата Канпура британскими силами и обнаружения последствий резни разъярённые британцы подвергли захваченных мятежников сипаев и гражданских широкомасштабным карательным мерам. Известия о резне ожесточили британских нижних чинов и породили боевой клич «Помни Канпур!».

## План генерала Уиллера в Канпуре
Канпур имел важное значение для войск ост-индской компании как гарнизонный центр. Он находился на Великом колёсном пути, на подступах к Синду, Пенджабу и Ауду.
В июне 1857 года индийское восстание распространилось на несколько областей близ Канпура (Мератх, Агра, Муттра и Лакхнау). Тем не менее, первоначально индийские сипаи в Канпуре оставались лояльными. Британский генерал в Канпуре Хьюго Уиллер владел местным языком, придерживался местных обычаев и был женат на индийской женщине. Он был уверен, что сипаи в Канпуре будут ему верны, и отправил две британские роты (из 84-го и 32-го пехотного полков) на помощь британскому гарнизону, осаждённому в Лакхнау.
Британский контингент в Канпуре насчитывал около 900 человек, включая около 300 военных, 300 женщин и детей и 150 торговцев, предпринимателей, коммивояжёров, инженеров и прочих. Остальные — местные слуги, покинувшие гарнизон после начала осады.
На случай восстания сипаев в Канпуре наиболее подходящей оборонительной позицией для британцев был артиллерийский погреб, расположенный на севере города. Там были мощные стены, достаточное количество боеприпасов, склады, там же размещалась местная казна. Однако генерал Уиллер решил использовать в качестве убежища укрепление, состоящее из двух казарм, обнесённых земляной стеной. Это был военный городок на юге Канпура, где девять казарм были построены для размещения драгун. Эта оборонительная позиция оказалась неудачной по целому ряду причин. Британским солдатам было трудно копать окопы в жаркий летний сезон. Подходящих санитарных сооружений было недостаточно. В укреплении был всего один колодец, открытый для вражеского огня (в случае атаки). Несколько зданий господствовали над укреплением, обеспечивая укрытие для осаждающих и хороший обстрел сверху вниз.
Причины, побудившие генерала Уиллера выбрать эту позицию в пользу более безопасных и легко обороняемых позиций в Канпуре, продолжают оставаться предметом дискуссий. Есть предположение, что Уиллер ожидал подхода подкреплений из южной части города. Возможно, Уиллер предполагал, что в случае восстания индийские войска, вероятно, займутся сбором оружия, амуниции и денег и поэтому направятся в Дели и, следовательно, ему не нужно ожидать длительной осады. Другая теория предлагает более простое объяснение: позиция находилась недалеко от личной резиденции Уиллера.

## Восстание в Фатегархе
Первым признаком надвигающегося восстания в Канпуре стало восстание в Фатегархе, военной базе на берегах Ганга. Чтобы рассеять индийские силы в Канпуре и уменьшить вероятность восстания, Уиллер решил посылать индийские части на различные «задания». Для выполнения одной из миссий он отправил 2-ю аудскую иррегулярную часть под командой Флетчера Хейза и лейтенанта Барбура в Фатегарх. На пути к Фатегарху они повстречали двух англичан, Файрера и Кэрри.
Ночью 31 мая 1857 года Хейз и Кэрри отбыли в близлежащий город, чтобы посовещаться с местным судьёй. После их отбытия индийские войска взбунтовались, Файреру отрубили голову, Барбура убили при попытке к бегству. На следующее утро Хейз и Кэрри поехали обратно. Когда они приблизились к восставшим, пожилой индийский офицер поскакал к ним галопом и попросил их бежать. Но пока индийский офицер объяснял им ситуацию, несколько индийских соваров поскакали к беседующим. Хейз был убит при попытке ускакать прочь, Кэрри смог спастись бегством.

## Вспышка восстания в Канпуре
В Канпуре стояли 4 полка: 1-й, 53-й и 56-й индийской пехоты и 2-й бенгальский кавалерийский. Хотя сипаи в Канпуре не бунтовали, семьи европейцев начали перебираться в укрепление, когда до них стали доходить новости о поднявшемся мятеже в ближайших районах. Военный городок был укреплён. Индийским сипаям предложили получать плату поодиночке, чтобы избежать их появления как целой вооружённой толпы.
Индийские солдаты расценили укрепления и артиллерийские орудия, запалы которых были наготове, как угрозу. Ночью 2 июня 1857 года пьяный британский офицер лейтенант Кокс выстрелил в индийского часового и не попал. Остаток ночи Кокс провёл в камере. На следующий день наскоро собранный суд оправдал его, что породило недовольство среди индийских солдат. Также ходили слухи, что индийские части соберут на парад, где и вырежут. Все эти факторы спровоцировали их на бунт против правления Ост-Индской компании.
Восстание началось 5 июня 1857 года в 1.30. Сигналом послужили три выстрела из пистолета, произведённых взбунтовавшимися солдатами 2-го бенгальского кавалерийского полка. Пожилой лояльно настроенный рисалдар-майор Бховани Сингх отказался передать полковое знамя и присоединиться к мятежникам, и был зарублен своими подчинёнными. 53-й и 56-й пехотные полки (наиболее лояльные части во всей области) проснулись от звуков стрельбы. Некоторые солдаты 53-го полка перепугались и начали убегать из города. Европейская артиллерия приняла их за мятежников и открыла по ним огонь. Солдаты 53-го также попали под перекрёстный огонь.
1-й индийский пехотный полк взбунтовался и покинул город ранним утром 6 июня 1857 года. В тот же день ушёл и 53-й индийский пехотный полк, захватив полковую казну и столько боеприпасов, сколько они смогли унести. Тем не менее 150 сипаев сохранили верность генералу Уиллеру.
Получив оружие, амуницию и деньги, повстанцы отправились маршем на Дели, чтобы получить дальнейшие распоряжения от Бахадур-шаха II, которого провозгласили императором Индии (Бадшан-е-Хинд). Британские офицеры решили, что им не следует ожидать длительной осады.

## Вмешательство Нана Сагиба
Нана Сагиб был наследником Баджи Рао II, бывшего пешвы Маратхской конфедерации. Ост-Индская компания решила, что пособие и почести не перейдут по наследству к Нана Сагибу, хотя он был прямым наследником по крови. Нана Сагиб отправил посланника девана Азимуллу-хана к королеве в Лондон с петицией, где опротестовывал решение компании, но посланнику не удалось получить благоприятный ответ.
Во время хаоса в Канпуре в 1857 Нана Сагиб вошёл на британский склад со своим контингентом. Солдаты 53-го индийского полка, охранявшие склад, не имели полной информации о происходящем в городе. Они решили, что Нана Сагиб явился от лица британцев, чтобы охранять склад, так как ранее он заявлял о лояльности к Британии и даже послал нескольких добровольцев в распоряжение генерала Уиллера. Однако, оказавшись внутри склада, он заявил, что участвует в восстании против британцев и желает быть вассалом Бахадур-шаха II.
Захватив контроль над казной, Нана Сагиб пошёл по Великому колёсному пути. Его целью было восстановление Маратхской конфедерации под властью пешв, он решил захватить Канпур. По дороге Нана Сагиб встретил солдат повстанцев у Калианпура. Солдаты двигались к Дели для встречи с Бахадур-шахом II, но Нана Сагиб стал уговаривать их повернуть обратно на Канпур и помочь ему разбить британцев. Повстанцы сначала не соглашались, но всё же решили присоединиться к Нана Сагибу после того как он обещал им двойную плату и выплатить вознаграждение золотом, если они смогут разрушить укрепление британцев.

## Штурм укрепления Уиллера
5 июня 1857 года Нана Сагиб послал учтивую записку генералу Уиллеру, проинформировав его о том, что собирается атаковать укрепление на следующее утро в 10 часов. 6 июня в 10.30 силы Нана Сагиба (включая восставших солдат) пошли на штурм британского укрепления. Британцы недостаточно подготовились к обороне, но смогли обороняться долгое время, так как штурмующие неохотно шли в атаку на укрепление. Войско Нана Сагиба ошибочно полагало, что укрепление заминировано и взлетит на воздух, если они подойдут ближе.
Когда среди британского гарнизона распространились новости о наступлении Нана Сагиба, несколько восставших сипаев присоединились к ним. К 10 июня, по подсчётам Нана Сагиба, он командовал 12-15 тыс. сипаев.
Свыше тысячи британских военных, их семей и местных сипаев три недели (в июне 1857 года) держались в укреплении генерала Уиллера в Канпуре, периодически подвергаясь обстрелам артиллерии местного князя, вступившего в армию Нана Сагиба.
У британцев было мало воды и пищи. Многие умерли от солнечных ударов и обезвоживания. Земля была слишком твёрдой, чтобы копать могилы, британцам приходилось вытаскивать трупы погибших из зданий и ночами сбрасывать их в пересохший колодец. Ввиду недостатка санитарных средств вспыхнули болезни (дизентерия и холера), всё более ослабляя осаждённых. Также имела место небольшая вспышка оспы, которую удалось быстро ограничить.
В ходе первой недели осады силы Нана Сагиба окружили укрепление, оборудовали амбразуры и огневые позиции в зданиях, окружавших укрепление. Капитан Джон Мур из 32-го Корнуэльского полка лёгкой кавалерии организовал несколько ночных вылазок. Нана Сагиб перенёс свой штаб в Савада-хауз (или Савада Коти) в двух милях от укрепления. В ответ на вылазки Мура Нана Сагиб решил пойти на прямой штурм британского укрепления, но столкнулся с недостатком энтузиазма у солдат-повстанцев.
11 июня силы Нана Сагиба изменили свою тактику, начав концентрировать огонь на отдельных зданиях, давая бесконечные залпы ядрами по укреплению. Восставшим удалось повредить несколько небольших зданий казарм. Они также пытались поджечь здания пушечным огнём.
Вечером 12 июня силы Нана Сагиба предприняли первый масштабный штурм укрепления. Однако повстанцы по-прежнему были уверены, что британцы заминировали траншеи и не пошли внутрь стен укрепления. 13 июня восставшим удалось разрушить госпиталь британцев с медицинским снаряжением, раненые и заболевшие погибли в развёрзшемся огненном аду. Потеря госпиталя стала большим ударом для осаждённых. Силы Нана Сагиба собрались для атаки, но были отражены картечным огнём артиллерии под командой лейтенанта Джорджа Эша. К 21 июня британцы потеряли примерно треть людей.
Уиллер периодически слал сообщения к Генри Лоуренсу, командующему силами в Лакхнау, но тот не мог ему ответить, так как его гарнизон тоже оказался в осаде.

## Штурм 23 июня
Снайперский огонь и артобстрелы продолжались до 23 июня 1857 года, 100-летней годовщине битвы при Плесси (имевшей место 23 июня 1757 года и ставшей одной из центральных битв, которые привели к расширению британской власти над Индией). Одной из причин, побудивших сипаев к восстанию, стало пророчество, что власть британской ост-индской компании над Индией падёт через сотню лет после битвы при Плесси. Это и побудило солдат повстанцев Нана Сагиба пойти на общий штурм британского укрепления 23 июня 1857 года.
Солдаты мятежного 2-го бенгальского кавалерийского полка шли в первых рядах штурмующих, но в 50 ярдах от британского укрепления были отражены картечными выстрелами. После атаки кавалерии, солдаты 1-го индийского пехотного полка пошли в новую атаку, укрываясь за тюками хлопка и бруствером. Командир полка Радхай Сингх приказал дать залп по британцам, но тут же был сражён ответным огнём. Надежды повстанцев на тюки хлопка не оправдались, картечь легко их пробивала. С другой стороны укрепления несколько повстанцев вступили в рукопашную с 17-ю британцами, возглавляемыми лейтенантом Моубреем Томсоном. К концу дня штурмующим так и не удалось войти в укрепление. 25 повстанцев погибли, британцы отделались незначительными потерями.

## Сдача британских сил
Британский гарнизон понёс тяжёлые потери от артобстрелов, снайперского огня и атак укрепления. Люди страдали от болезней, недостатка еды, воды и медицинского обслуживания. Генерал Уиллер пал духом после гибели сына Гордона Уиллера, обезглавленного пушечным ядром. С согласия генерала Уиллера чиновник по имени Джон Шепард выскользнул из укрепления переодетым, чтобы договориться об условиях сдачи с Нана Сагибом и был незамедлительно пленён солдатами повстанцев.
В то время солдаты Нана Сагиба всё ещё опасались войти в укрепление, полагая, что оно заминировано британцами. Нана Сагиб и его советники разработали план выхода из тупика. 24 июня они послали европейскую пленницу миссис Роуз Гринуэй в укрепление с посланием. В обмен на сдачу Нана Сагиб обещал британцам безопасный проход в Сатичаура Гат (пристань на реке Ганг), откуда они могли бы уплыть в Аллахабад. Генерал Уиллер отверг предложение, поскольку послание было не подписано и не было уверенности, что это предложение сделано самим Нана Сагибом.
На следующий день 25 июня Нана Сагиб отправил второе послание, подписанное им лично, вместе с другой европейской пленницей миссис Якоби. Британский гарнизон разделился на два лагеря, одни ратовали за продолжение обороны, другие склонялись к тому, чтобы поверить обещанию Нана Сагиба. Наконец генерал Уиллер решил сдаться в обмен на безопасный проход в Аллахабад. После дня приготовлений и похорон погибших британцы решили уйти в Аллахабад утром 27 июня 1857 года.

## Резня в Сатичаура Гат
Утром 27 июня 1857 года многочисленная британская колонна, возглавляемая генералом Уиллером, появилась у выхода из укрепления. Нана Сагиб предоставил несколько повозок, паланкинов и слонов, чтобы облегчить женщинам, детям и больным путь к речному берегу. Британским офицерам и военным было позволено захватить своё оружие и боеприпасы, их эскортировала повстанческая армия почти в полном составе. В 8 утра британцы достигли Сатичаура Гат. Нана Сагиб предоставил около 40 лодок, принадлежавших местному лодочнику по имени Хардев Маллах, для отправки британцев в Аллахабад.

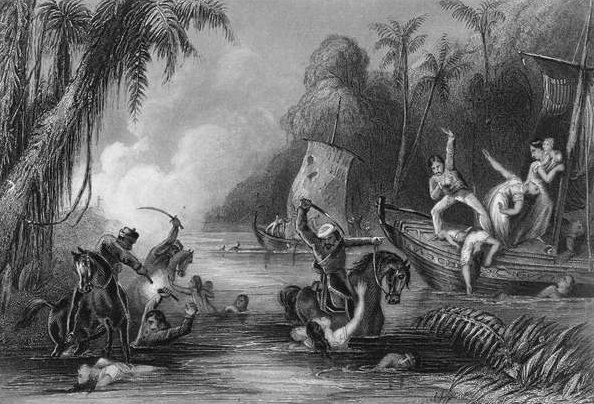
Расправа над британцами в Канпуре

Ганг сильно пересох у Сатичаура Гат, и британцы посчитали, что им трудно будет уплыть в лодках. Генерал Уиллер и его отряд первым взошли на лодку и попытались отплыть от берега. Индийские лодочники услышали сигнал горна с берегов, попрыгали в воду и поплыли к берегу, возникло замешательство. Некоторые, прыгая, опрокинули огни в лодках, пламя охватило несколько лодок.
Продолжаются дискуссии по поводу того что же именно произошло у Сатичаура Гат и кто выстрелил первым, но в итоге британцы были атакованы сипаями и были перебиты или захвачены ими в плен.
Некоторые британские офицеры обвиняют повстанцев в том, что они поставили лодки на «наиболее топкие места», чтобы задержать отправку, а самого Нана Сагиба — в сговоре с повстанцами, чтобы они открыли огонь и истребили всех англичан. Хотя Британская Ост-Индская компания позднее официально обвинила Нана Сагиба в «предательстве» и убийстве невинных людей, не существует никаких доказательств, что Нана Сагиб действительно спланировал заранее или отдал приказ вырезать англичан. Некоторые историки полагают, что резня у Сатичаура Гат на самом деле стала результатом смятения, а не специально разработанного Нана Сагибом плана, осуществлённого его соратниками. Лейтенант Моубрей Томсон, один из четырёх мужчин, переживших резню, полагал, что рядовые сипаи, говорившие с ним, не знали, что произойдёт резня.
Как утверждал Тантия Топи, генерал на службе Нана Сагиба, с началом конфликта последний приказал подразделению 2-го бенгальского кавалерийского полка и нескольким артиллерийским частям открыть огонь по британцам. Совары кавалерии мятежников бросились в воду, убивая оставшихся мужчин, а женщины и дети были взяты в плен, так как Нана Сагиб якобы не дал разрешения на их убийство. Около 120 женщин и детей было взято в плен, их препроводили в Савада-хауз, где размещался штаб Нана Сагиба в ходе осады.
В это время отплыли две лодки: лодка самого генерала Уиллера и вторая, получившая пробоину у ватерлинии ядром, пущенным с берега. Британцы во второй лодке запаниковали и попытались достичь лодки Уиллера, медленно дрейфовавшей к безопасным водам.
В лодке генерала Уиллера находилось около 60 человек, солдаты мятежников преследовали её по берегам реки. Лодка периодически натыкалась на песчаные мели. С одной из мелей лейтенант Томсон повёл людей в атаку на сипаев и захватил часть боеприпасов. На следующее утро лодка снова села на мель, Томсон и 11 солдат пошли ещё в одну атаку. После ожесточённой схватки на берегу Томсон и его люди решили вернуться на лодку, но не нашли её там, где ожидали.
Тем временем повстанцы атаковали лодку с другого берега. После перестрелки британцы решили поднять белый флаг. Их отвели в Савада-хауз. Выжившие британцы сели на мель и солдаты Нана Сагиба были готовы открыть по ним огонь. Женщины настаивали, что примут смерть вместе со своими мужьями, но их прогнали. Нана Сагиб позволил британскому капеллану Монкрифу прочесть молитвы перед гибелью. Британцев сначала изранили выстрелами, а потом прикончили мечами. Женщины и дети были отведены в Савада-хауз, где их присоединили к пленникам, захваченными раньше у Бибигара.
Тем временем отряд Томсона не смог найти лодку, и его люди решили идти пешком, избегая солдат мятежников. Они нашли убежище в небольшом храме. При виде приближающихся повстанцев Томсон повёл людей в последнюю атаку. Шестеро британских солдат были убиты, остальным удалось прорваться к берегу реки. Они бросились в воду и переплыли реку, но на другом берегу на них набросилась другая группа мятежников, прибывшая из деревни, и стала избивать их дубинками. Один солдат погиб, остальные, включая Томсона, отплыли к центру реки и несколько часов плыли вниз по течению. Они достигли берега, где их обнаружили несколько оружейников-раджпутов, которые работали на раджу Дириджихаю Сингха, сторонника британцев. Они перенесли британских солдат во дворец раджи.
Эти четверо британских солдат оказались единственными выжившими в резне мужчинами (кроме Джона Шепарда, захваченного Нана Сагибом перед сдачей британцев). Их имена: рядовой Мерфи и Салливан, лейтенант Делафосс и лейтенант (позднее капитан) Моубрей Томсон. Несколько недель четвёрка выживших восстанавливала свои силы, а потом направилась обратно в Канпур, который к тому времени вернулся под контроль британцев. Мерфи и Салливан вскоре умерли от холеры, Делафосс отправился к Лахнау, чтобы присоединиться к силам, осаждавшим город, а Томсон принял участие в восстановлении укрепления под командой генерала Уиндхама и в итоге написал отчёт под названием «История Канпура» (Лондон, 1859).
17-летняя англо-индийская девушка Эмми Хорн также пережила резню у Сатичаура Гат. Она упала с лодки и поплыла по течению, избегнув резни. Выйдя на берег, она встретила младшую дочь Уиллера Маргарет. Две девушки несколько часов прятались в лесу, пока их не обнаружила группа повстанцев. Маргарет увезли на лошади и больше никто её не видел. Эмми отвезли в близлежащую деревню, где её взял под своё покровительство мусульманский повстанческий лидер на условии, что она перейдёт в ислам. Через шесть месяцев она была спасена отрядом горцев из колонны сэра Колина Кэмпбелла, которая двигалась на выручку осаждённого гарнизона Лахнау. Ходили слухи, что исчезнувшая младшая дочь генерала Уиллера Маргарет также пережила резню и вышла замуж за солдата-мусульманина.

## Резня в Бибигаре

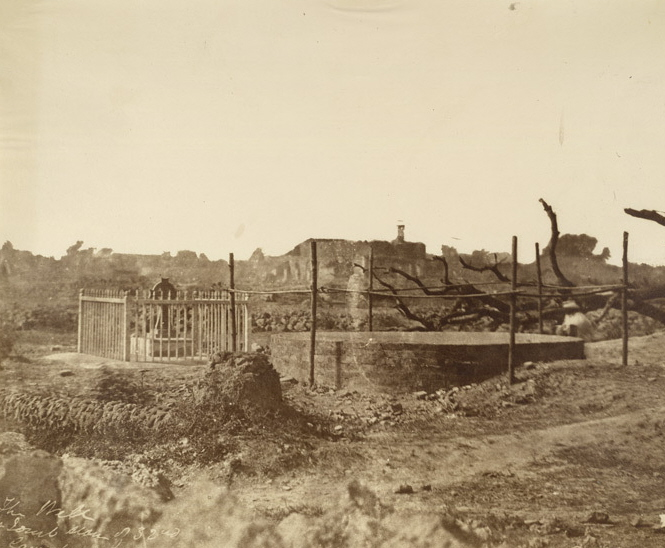
Вилла Бибигар

Уцелевшие британские женщины и дети были переведены из Савада-хауза в Бибигар («Дом для леди») — виллу в Канпуре. Первоначально 10 женщин и детей удерживали взаперти в Канпуре. Позднее к ним присоединились несколько женщин и детей из лодки генерала Уиллера. Другую группу британских женщин и детей прислали из Фатегарха, как и несколько других пленённых европейских женщин. В итоге в Бибигаре было собрано около 200 женщин и детей.
Нана Сагиб отдал их на попечение «проститутки» (так её характеризуют англоязычные источники) по имени Хусайни Хамун (также известной как Хусайни Бегум). Она посадила пленниц за перемалывание кукурузы для чапати. Из-за плохих санитарных условий в Бибигаре люди начали умирать от холеры и дизентерии .
Нана Сагиб решил использовать пленниц как товар для сделки с Ост-Индской компанией. Силы компании, состоящие из 1000 британцев, 150 сикхов и 30 иррегулярных кавалеристов под командой генерала Генри Хэвелока вышли из Аллахабада, чтобы отбить обратно Канпур и Лакхнау. Первоначально Хэвелок собрал запасные войска: 64-й пехотный полк и 78-й пехотный полк горцев (отозванных с англо-персидской войны), первые части, отозванные со второй опиумной войны: 5-е подразделение фузилёров, часть 90-го полка лёгкой пехоты (семь рот), 84-й пехотный полк (Йорка и Ланкастера) из Бирмы и мадрасских фузилёров Ост-Индской компании, приведённых в Калькутту из Мадраса. К силам Хэвелока присоединились отряды майора Рено и полковника Джеймса Нила, 11 июня 1857 года прибывших из Калькутты в Аллахабад. Нана Сагиб потребовал, чтобы силы под командой генерала Хэвелока и полковника Нила отступили в Аллахабад. Тем не менее, силы компании непреклонно пошли на Канпур. Нана Сагиб послал армию, чтобы остановить их наступление. Две противоборствующие армии 12-го июля встретились у Фатегарха, силы генерала Хэвелока одержали победу и взяли город.
Нана Сагиб послал другое войско под командой своего брата Бала Рао. 15-го июля британские войска под командой генерала Хэвелока разбили армию Бала Рао в битве при Аонге (почти у околицы деревни Аонг). Хэвелоку удалось захватить в плен несколько солдат мятежников, которые проинформировали его, что по дороге идёт отряд из 5 тыс. солдат повстанцев при восьми орудиях. Хэвелок решил предпринять фланговый манёвр, но мятежники заметили его передвижение и открыли огонь. Последующая битва привела к тяжёлым потерям с обеих сторон, но британцам в итоге удалось расчистить дорогу на Канпур.
К этому времени стало ясным, что попытки Нана Сагиба заключить сделку с компанией провалились, и силы компании подходят к Канпуру. Нана Сагибу было известно, что силы под командой Хэвелока и Нила подвергают насилию жителей индийских деревень. Некоторые историки (Прамод Наяр) предполагают, что резня в Бибигаре стала ответом на сообщения о насилиях, совершаемых наступающими британскими войсками.
Нана Сагиб и его соратники, включая Тантию Топи и Азимуллу-хана, спорили между собой, что делать с пленниками в Бибигаре. Некоторые советники Нана Сагиба уже пришли к решению истребить пленников в Бибигаре в качестве ответа за убийства индийцев, творимых наступающими британскими силами. Женщины при дворе Нана Сагиба оспаривали это решение и даже начали голодовку, но их усилия пропали втуне .
В итоге 15-го июля был отдан приказ уничтожить женщин и детей, заключённых в Бибигаре. Детали инцидента, как то, кто конкретно отдал приказ, до сих пор неясны. Согласно некоторым источникам, приказ об убийстве женщин и детей был отдан Азимуллой-ханом.
Мятежные сипаи казнили четырёх мужчин-заложников, которых держали в Фатегархе (одним из них был 14-летний мальчик). Но сипаи отказались выполнить приказ убить женщин и детей. Некоторые сипаи согласились увести женщин и детей из внутреннего двора, в то время как Тантия Топи угрожал казнить сипаев за «пренебрежение долгом». Сам Нана Сагиб покинул здание, поскольку не хотел быть участником разворачивающейся резни.
Британским женщинам и детям приказали выйти из комнат, но они отказались выполнить приказ и цеплялись друг за друга. Они забаррикадировались, связав дверные ручки одеждой. Сначала двенадцать солдат открыли огонь по стенам Бибигара, стреляя сквозь отверстия в заколоченных окнах. Солдаты отряда, которые должны были сделать следующие залпы, были смущены происходящим и разрядили своё оружие в воздух. Услышав крики и стоны, доносящиеся из здания, солдаты мятежников заявили, что более не собираются убивать женщин и детей.
Разъярённая Хусайни Ханум назвала такое поведение сипаев «трусостью» и попросила своего любовника Сарвур-хана закончить работу по убийству пленных. Сарвур-хан послал мясников, которые перебили уцелевших женщин и детей секачами. Мясники покинули место действия, когда показалось, что все пленные убиты. Однако нескольким женщинам и детям удалось выжить, притворившись убитыми. По общему согласию, уборщики должны были сбросить тела жертв в высохший колодец. На следующее утро повстанцы явились убрать тела и обнаружили, что три женщины и трое детей в возрасте от четырёх до семи лет всё ещё живы. Уборщики сбросили выживших женщин в колодец, от них также потребовали раздеть убитых. Затем уборщики скинули троих мальчиков в колодец, начав с самого младшего. Несколько жертв (среди них были и маленькие дети) были погребены заживо вместе с грудой расчленённых тел.

## Взятие города и резня со стороны британцев
16 июля 1857 года силы компании достигли Канпура и захватили город. Группа британских офицеров и солдат отправилась в Бибигар, чтобы спасти заключённых, думая, что пленники ещё живы. Однако, достигнув Бибигара, британцы нашли только пустые помещения, забрызганные кровью. Тела большинства из 200 женщин и детей уже были расчленены и сброшены в колодец во внутреннем дворе или в Ганг. Груды детской одежды и оторванные женские волосы развевались на ветру и развевались на ветвях деревьев окружавших комплекс постройки; дерево во дворе, ближайшее к колодцу, было испачкано мозгами многочисленных детей и младенцев, их головы разбивали о ствол перед тем как сбросить тела в колодец.
Британские военные ужаснулись и пришли в ярость. Последовал всплеск насилия со стороны британского гарнизона против местного населения Канпура. Разозлённые британские солдаты повсеместно занялись огульным насилием, включая грабежи и поджоги домов. Они возненавидели даже местные власти, которые ничего не сделали, чтобы остановить резню в Бибигаре. 
Бригадный генерал Нил, принявший командование над Канпуром, немедленно начал ряд поспешных и неправых военно-полевых судов, что привело к массовой казни всех городских сипаев, которым не удавалось доказать, что они не участвовали в резне. Повстанцев, признавшихся или считавшихся участниками резни, заставили вылизать полы здания Бибигара (до этого члены низших каст намочили полы), во время этого процесса их били кнутами. Затем сипаев опозорили с позиций религии: пленников-индуистов заставили есть говядину, а мусульман — свинину, которую они считали нечестивой пищей. Некоторых сипаев-мусульман перед повешением зашили в свиную кожу. Для большего позора уборщиков из низших каст заставили казнить мятежников из высшей касты — брахманов. Британцы заставили некоторых сипаев вылизывать здания, замаранные кровью недавно убитых, а потом публично их перевешали. Основной идеей было унизить казнимых и лишить их надежд на перевоплощения в последующие жизни.  
Большинство повстанцев перевешали в прямой видимости колодца в Бибигаре, а тела похоронили в придорожных канавах. Некоторых мятежников привязали к дулам орудий, чтобы их разорвало выстрелами, этот метод казни первоначально использовался самими мятежниками и правителями более ранних индийских государств, таких как Государство маратхов и Империя Великих Моголов.
Узнав о резне, британские войска в Индии испытали отвращение и озлобились. Фраза «Помни Канпур» стала боевым кличем британских солдат, участвовавших в дальнейшем подавлении восстания. Число актов насилия против городов и деревень, подозреваемых в укрывательстве или поддержке восстания, выросло.
В одной из деревень солдаты-горцы из линейных шотландских полков собрали 140 мужчин, женщин и детей. Десять мужчин перевешали без каких бы то ни было обвинений. 60 человек заставили построить виселицы из брёвен, в то время как остальных пороли и избивали. Другую деревню, где приблизительно 2 тыс. жителей вышли на протест, британские войска окружили и подожгли, а жителей, пытавшихся бежать, пристреливали на месте.
Также отмечены массовые изнасилования индийских женщин. Пьяные британские солдаты, разъярённые вестями о резне, в массовом порядке насиловали канпурских женщин.

## Последующие события
19-го июля генерал Хэвелок провёл операцию в Битуре. Отряд мадрасских фузилёров (102-й пехотный полк) и сикхских солдат под командой майора Стивенсона вошёл в Битур и без единого выстрела захватил дворец Нана Сагиба. Британцы захватили орудия, слонов, верблюдов и подожгли дворец Нана Сагиба.
В ноябре 1857 года Тантия Топи собрал армию повстанческих солдат из Гвалурского контингента с целью захватить обратно Канпур. 19 ноября его 6-тысячный отряд взял под контроль все дороги с запада и северо-запада Канпура. Однако в ходе второй битвы за Канпур силы компании под командой Колина Кэмпбелла разгромили отряд Тантия Топи, и восстание в районе Канпура было подавлено окончательно. Отступивший с остатками своей армии Тантия Топи присоединился к отряду Лакшми-бай.
Сам Нана Сагиб бесследно исчез; согласно некоторым сведениям, в 1859 году он бежал в Непал. Его судьба продолжает оставаться неизвестной. До 1888 года появлялись слухи, что он попал в плен и даже «бежал в Россию». Британские колониальные власти получали доносы на различных личностей, которые якобы являлись «Нана Сагибами». Все эти доносы оказывались ложными, и дальнейшие попытки найти и арестовать Нана Сагиба были прекращены.
Британский чиновник Джон Шепард, спасённый армией Хэвелока, несколько лет после восстания провёл за составлением списка погибших в укреплении генерала Уиллера. Сам Шепард в ходе осады потерял всю свою семью. В конце 1860-х годов он вышел в отставку и поселился в небольшом поместье к северу от Канпура.

## Памятник
После подавления восстания британцы разрушили Бибигар и возвели памятник на месте колодца, куда были сброшены тела британских женщин и детей. Жителей Канпура заставили выплатить 30 тыс. фунтов на возведение памятника, это было частью наказания за то, что они не пришли на помощь женщинам и детям, убитым в Бибигаре.
Остатки круглой кладки колодца всё ещё можно увидеть в парке Нана Рао, построенном после достижения Индией независимости. Британцы также возвели в память о жертвах мемориальную церковь Всех душ (сейчас Канпурская Мемориальная церковь). Вокруг церкви расположены могилы 70 британцев, захваченных в плен и убитых 1-го июля 1857 года, четыре дня спустя после резни в Сатичаура Гат. После обретения Индией независимости в 1947 году мраморная готическая доска со скорбящим серафимом была перенесена из церкви во двор, а памятник британским жертвам был заменён на бюст Тантия Топи, предположительно командовавшего резнёй.

## Упоминания в литературе и в прессе
События резни позднее нашли отражение во многих романах и фильмах. Джулиан Ратбоун описывает жестокость как британских, так и индийских войск в ходе осады Канпура в своём романе The Mutiny («Мятеж»). По сюжету романа индийская сиделка Лаванья спасает английского мальчишку Стефана в ходе резни в Сатичаура Гат. Писатель В. А Стюарт в произведении Massacre at Cawnpore («Резня в Канпуре») описывает осаду и оборону британцев глазами персонажа Шеридана и его жены Эмми. Автор Джордж МакДоннел Фрэзер в романе Flashman in the Great Game также содержит сцены пребывания в осаждённом укреплении и резни с европейской и индийской точек зрения.
Британская пресса, выступавшая против жестокого обращения с животными, припомнила жестокость, проявленную восставшими сипаями, протестуя против публичного кормления рептилий в лондонском зоологическом саду. В 1876 году редактор Animal World доктор П. Л. Скатлер и пресса Зоологического общества Лондона обратили внимание на проявления жестокости, «потворствования грубости толпы»; один из авторов выпуска Whitehall Review от 27-го апреля 1878 года выступил с протестом против «Канпурской резни, происходящей ежесуточно» и назвал статью «Сипаизм в зоопарке».